# Marius Anton von Attems-Heiligenkreuz
Marius Anton Graf von Attems, Freiherr von Heiligenkreuz, Luziniss Potgora, Falkenstein und Tanzenberg (* 10. Februar 1862 in Triest; † 1. September 1947 in Görz)  war der  letzte österreichische K.u.K. Statthalter im Königreich Dalmatien und Geheimer Rat.

## Familie
Marius Anton Graf von Attems-Heiligenkreuz wurde als Sohn von Anton August Paul Graf von Attems-Heiligenkreuz (1819–1909) und Josefa Gräfin Mistruzzi-Freysingher (1830–1909) geboren. Er heiratete Anna Kamel Edle v Hardegger am 15. Oktober 1892 in Wien. Das Paar hatte folgende Kinder:
- Marius (* 1893) ⚭ 1934 Helga Mitscherlich (* 1917)
- Christiane (* 1896) ⚭ 1921 Johann-Baptist Urgos de Campoblanco
- Othmar (* 1899)
- Anne-Marie (* 1912)

Sein älterer Bruder Heinrich Christian war der letzte österreichische K.u.K. Landespräsident im Herzogtum Krain. Sein jüngerer Bruder Viktor der letzte Präsident der österreichischen Seebehörde in Triest.

## Leben
Als Offizier diente Marius Anton als Major im Landwehr-Ulanen-Regiment Nr. 12. Vom 14. November 1895 bis 14. Mai 1901 war er Bezirkshauptmann vom Bezirk Lienz, vom 24. April 1901 bis 9. September 1902 Bezirkshauptmann von Bezirk Pettau, vom 24. April 1901 bis 1909 Bezirkshauptmann von Bezirk Marburg und von 1910 bis 1911 Bezirkshauptmann von Pola. Von 9. Oktober 1911 als  k. k. Statthaltereivizepräsident wurde er mit der Leitung der Statthalterei im Königreich Dalmatien in Zara betraut. Vom 11. Januar 1912 bis 4. November 1918 war er k. k. Statthalter im Königreich Dalmatien. Zu seinem Stellvertreter wurde Franz Graf Thun und Hohenstein bestellt. Zu seinem Antritt bekam Marius Graf Attems die höfliche Grußadresse der Kammermitglieder verbunden mit Bitten um finanzielle Hilfen. Er erhielt bald Kenntnis um die Frage des Ausbaus der Eisenbahnverbindungen Dalmatiens mit Anbindung an Bosnien-Herzegowina. Nach dem Sieg Serbiens über das Osmanische Reich bei Kumanovo im November 1912 kam es in den Küstenstädten Dalmatiens zu pro-serbischen Demonstrationen mit starken Anti-Habsburg Zügen. Es wurde somit von Anfang an keine einfache Zeit für den letzten K. u K. Statthalter von Dalmatien.
Anton Lukanovich verpflichtet sich der Statthalterei ehrenwörterlich seine Kunstsammlung nicht zu verkaufen. Weiters wird überliefert, dass er zusammen mit Thronfolger Franz Ferdinand von Österreich-Este sich für den Erhalt der letzten Reste der Stadtmauer von Pag einsetzte, die dem Neubau des Bezirksgerichtes weichen hätte sollen.
Marius Anton Graf von Attems war Ehrenbürger von Arbe, Babinopolje, Blato, Bogomolje, Bol, Budua, Castelnuovo bei Trau, Castelnuovo bei Cattaro, Castel-Vitturi, Cattaro, Bobrota, Drinis, Fort-Opus, Gelsa, Gradac, Grbalj, Gruda, Imotski, Janjina, Kuna, Lagosta, Lastua, Lesina, Muc, Mulla, Neresi, Nona, Novigrad, Obbrovazzo, Orebic, Pastrovic, Perasto, Perzagno, Poljica, Promina, Risano, Sale, Scardona, Sebenico, Selca, Selve, Sinj, Spizza, Stagno, Stolivo, Stretto, Teodo, Trau, Vallegrande, Vrboska, Vrgorac, Vrlika, von Frauheim, Maria Rast, Innichen, Sillian, Windisch-Matrei und weiteren 45 Gemeinden der politischen Bezirke Marburg, Pettau und Lienz. Am 16. Dezember 1925 erhielt er die italienische Bestätigung des Titels „Conte del Sacro Romano Impero“.

## Auszeichnungen
- 1901: Ehrenbürger von Sillian

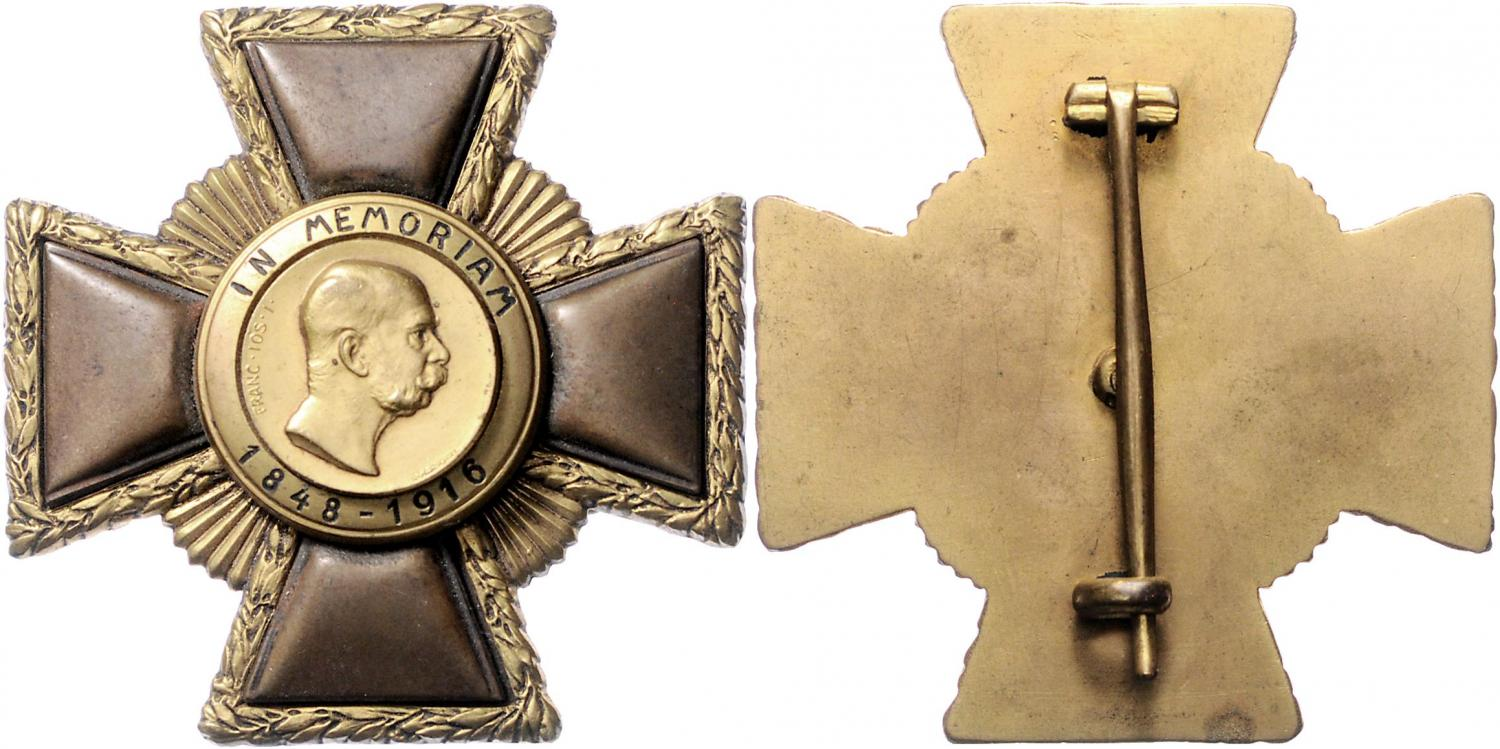
Gedenkzeichen an Kaiser und König Franz Joseph I. (Avers und Revers)

- 1905: Orden der Eisernen Krone III. Klasse
- 1916: Komtur des Franz-Joseph-Ordens
- 1916: Franz-Joseph-Kreuz
- 1916: Gedenkzeichen an Kaiser und König Franz Joseph I. (1. Klasse)
- 1925: Adelsanerkennung im Königreich Italien als „Conte del Sacro Romano Impero“